# Alexander Evseevich Braunshtein
Alexander Evseevich Braunshtein (em russo: Александр Евсеевич Браунштейн; 1902-1986) foi um bioquímico nascido na União Soviética. Ele é conhecido pelo descobrimento, junto de Maria Kritzman, da transaminação enzimática e sua dependência da vitamina B6. 